# インゲボルグ・ファン・キュッセロー
インゲボルグ・ファン・キュッセロー（Ingeborg von Kusserow、1919年1月28日 - 2014年4月14日）は、ドイツの女優。

## 出演作品

### 映画
- 思ひ出の曲 (1936)
- 艦長ホレーショ (1950)